# Jeremiah N. Reynolds
Jeremiah N. Reynolds (1799-1858), cunoscut de asemenea sub numele de J. N. Reynolds, a fost un editor de ziar, conferențiar, explorator și scriitor american, care a devenit un influent susținător al expedițiilor științifice. Prelegerile sale cu privire la posibilitatea unui pământ gol pe interior par să fi influențat romanul Aventurile lui Arthur Gordon Pym (1838) al lui Edgar Allan Poe, iar relatarea sa din 1839 despre balena Mocha Dick, „Mocha Dick: Or the White Whale of the Pacific”, a influențat romanul Moby Dick (1851) al lui Herman Melville.

## Primii ani
Născut în sărăcie în statul Pennsylvania, el s-a mutat în Ohio pe când era copil. În anii adolescenței și la începutul anilor '20, el a predat la o școală, a strâns bani și a studiat timp de trei ani la Ohio University din Athens, Ohio. Apoi, el a editat ziarul Spectator din Wilmington, Ohio, dar și-a vândut participația în 1823.
În anul următor, Reynolds a început un turneu de conferințe cu John Cleves Symmes, Jr. Reynolds a acceptat teoria lui Symmes că pământul este gol în interior. Ideea lui Symmes a fost acceptată ca posibilă de către unii oameni de știință respectați în acea vreme. Cei doi au susținut discuții pe această temă. Când Symmes a murit, Reynolds a continuat prelegerile sale, care au prezentate în săli pline din diferite orașe aflate în estul SUA (cu o taxă de particiapre de 50 de cenți).
De-a lungul timpului, Reynolds a devenit dispus să accepte posibilitatea că teoria era greșită. În Philadelphia, Reynolds și Symmes s-au despărțit.

## Aventuri
Obținând sprijinul membrilor cabinetului condus de președintele John Quincy Adams și vorbind în fața Congresului, Reynolds a reușit organizarea unei expediții naționale către Polul Sud. Proiectul a fost abandonat însă după alegerea ca președinte a lui Andrew Jackson, un vajnic oponent al cheltuirii banilor în acest scop.
Reynolds a obținut sprijin financiar din surse private și expediția a plecat din New York în 1829. După depășirea mai multor pericole, expediția a ajuns pe malul antarctic și s-a întors spre nord, dar în Valparaíso, Chile, echipajul s-a răzvrătit și i-au lăsat pe țărm pe Reynolds și pe un alt om.
În 1832 a sosit fregata americană Potomac sub comanda comandorului John Downes. Nava fusese pe coasta insulei Sumatra pentru a răzbuna atacarea vasului american, Friendship, din Salem, Massachusetts și se întorcea acasă în ceea ce a devenit o circumnavigație a globului. Reynolds i s-a alăturat lui Downes pe post de secretar particular și a scris o carte despre această experiență.

## Ultimii ani
Reîntors la New York, Reynolds a studiat dreptul și a devenit un avocat de succes. În 1848 a organizat o companie pe acțiuni la New York care avea ca obiect finanțarea unei exploatări miniere în New Mexico.
Reynolds a ratat participarea la Marea Expediție Americană de Explorare din 1838-1842, chiar dacă acest proiect fusese demarat la inițiativa sa. El nu a participat pentru că a jignit prea multe persoane în apelul său pentru o astfel de expediție.
Starea lui de sănătate s-a deteriorat, iar el a murit în 1858 la New York, la vârsta de 59 de ani.

## Influența asupra romanuluiAventurile lui Arthur Gordon Pymal lui Poe

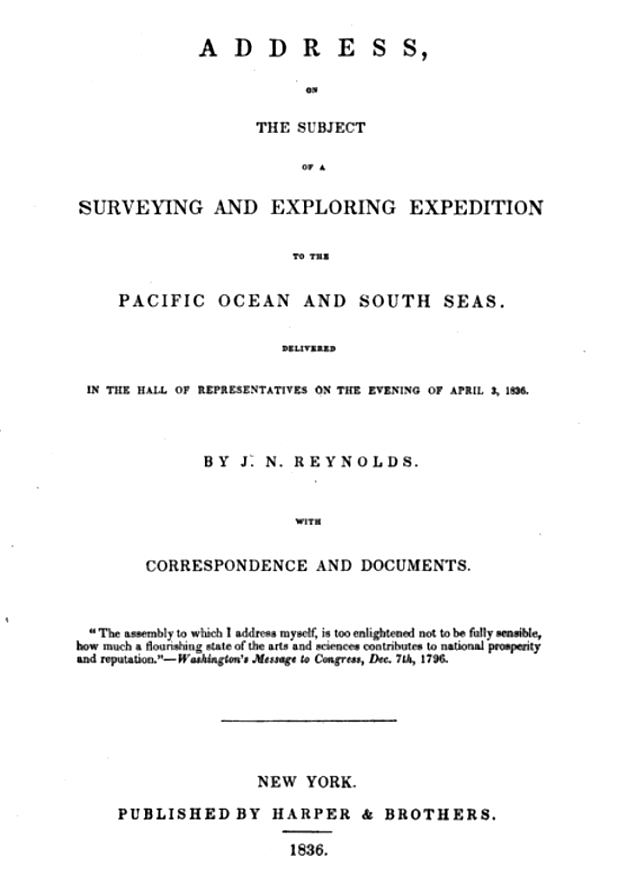
Edgar Allan Poe a fost influențat de Address on the Subject of a Surveying and Exploring Expedition to the Pacific Ocean and the South Seas (1836).

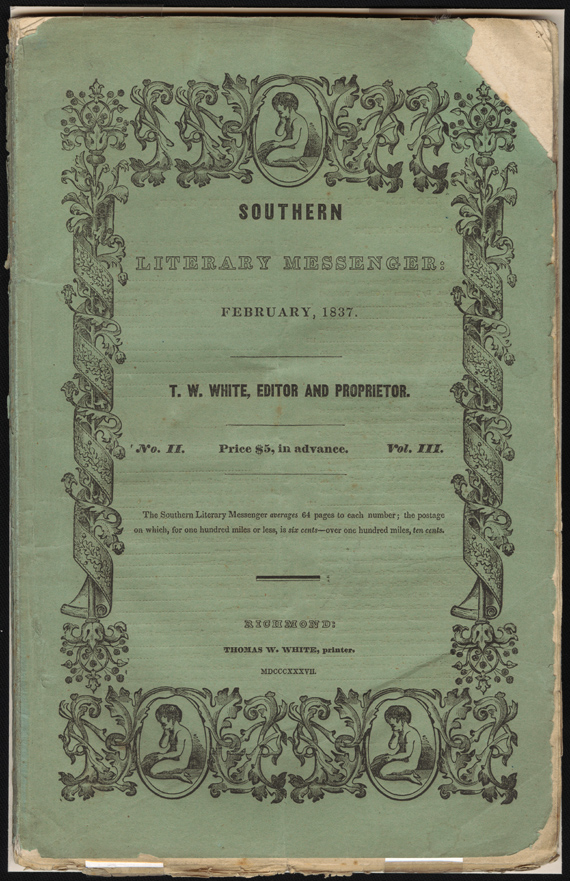
The Southern Literary Messenger, februarie 1837, care conține cea de-a doua parte din Aventurile lui Arthur Gordon Pym.

În numărul din ianuarie 1837 al Southern Literary Messenger, Edgar Allan Poe a recenzat Address, on the Subject of a Surveying and Exploring Expedition to the Pacific Ocean and South Seas (New York, 1836) first given to the House of Representatives on 2 aprilie 1836 al lui Reynolds.
„Poe a folosit aproximativ șapte sute de cuvinte din Address al lui Reynolds în cele cinci mii de cuvinte ale Capitolului al XVI-lea din Aventurile lui Arthur Gordon Pym”, a scris Daniel Tynan de la Colorado College într-un articol despre textul lui Poe, adăugând un rezumat al „secțiunilor din Capitolul IV al Călătoriei lui Reynolds și Capitolul XIV al lui Pym, indicând în ce măsură Poe a împrumutat din cartea lui Reynolds pentru propriile sale scopuri”.
Presupunerea lui Tynan, totuși, că „domnul Reynolds”, pe care Poe l-a lăudat ca fiind „primul motor al acestei întreprinderi importante”, United States Exploring Expedition (publicată de fapt nu în ianuarie 1837, în SLM, ci abia în septembrie 1843, în Graham's Magazine, Vol. XXIV Nr. 3), poate fi identificat cu Jeremiah N. Reynolds pare mai mult decât îndoielnică.

## Influența asupra romanuluiMoby-Dickal lui Melville
Revista The Knickerbocker din mai 1839 a publicat „Mocha Dick: Or the White Whale of the Pacific”, relatarea lui Reynolds despre Mocha Dick, o balenă albă din apropierea coastelor statului Chile care a chinuit o generație de vânători de balene timp de treizeci de ani, înainte de a fi ucisă. (vezi secțiunea „Mocha Dick” din „Legături externe” de mai jos)

## Alte influențe literare
Romanul Our Plague, A Film From New York (1993) de James Chapman conține scene în care apare Reynolds ca personaj, făcându-și drum în cercurile științifice și ținând o conferință la New York. El apare, de asemenea, în „The map of the sky” de Felix J. Palma.

### Documente oficiale privind finanțarea unei expediții
Reynolds a fost menționat în numeroase documente oficiale legate de hotărârile guvernului federal de finanțare a misiunilor de explorare:
"On the Expediency of Fitting Out Vessels of the Navy for an Exploration of the Pacific Ocean and South Seas" (Washington: Gale's & Seaton, 1860):
- 1828: 25 martie 1828. American State Papers: Naval Affairs, Vol. 3, pp. 189–197.
- 1829: 23 februarie 1829. American State Papers: Naval Affairs, Vol. 3, pp. 336–343.

Din același volum cu același titlu, dar publicat în 1861:
- 1835: 7 februarie 1835. American State Papers: Naval Affairs, Vol. 4, pp. 707–715.
- 1836: 21 martie 1836. American State Papers: Naval Affairs, Vol. 4, pp. 867–873.

Alte colecții publicate de documente federale:
- 1829: "Exploring Expedition to the Pacific Ocean and South Seas", 16 februarie 1829.. American State Papers: Naval Affairs, Vol. 3, pp. 308–317.
- 1830: "Authorization of the Naval Exploring Expedition in the South Seas and Pacific Ocean, and of the Purchase of and Payment for Astronomical and Other Instruments for the Same", 17 martie 1830.. American State Papers: Naval Affairs, Vol. 3, pp. 546–560. (Washington: Gale's & Seaton, 1860)

### Mocha Dick
- J.N. Reynolds: "Mocha Dick: Or The White Whale of the Pacific", babel.hathitrust.org
- Moby Dick — Mocha Dick — Article